# چیکونیو
چیکونیو (به ایتالیایی: Ciconio) یک کومونه در ایتالیا است که در استان تورین واقع شده‌است.

## خصوصیات
چیکونیو ۳٫۲ کیلومترمربع مساحت و ۳۵۳ نفر جمعیت دارد.